# Christoph Weber (Mediziner)
Christoph Weber, auch Christophorus Weber (* 1734 in Eisleben; † 26. Juli 1787 in Bad Rehburg) war ein deutscher Mediziner, der als Hofmedicus und Landphysicus in Walsrode wirkte und als Brunnenarzt die Kuranlagen in Rehburg betreute, ausbaute und erstmals beschrieb.

## Leben
Weber stammte aus Eisleben; über seine Jugendzeit ist jedoch nichts bekannt. Er studierte Medizin an der Georg-August-Universität Göttingen, promovierte dort 1758 bei Johann Georg Roederer zum Dr. med. und schrieb chemisch ausgerichtete Dissertationen über Gärung und über Pyrophore. Im selben Jahr ließ er sich in Walsrode als Arzt nieder. Zum Brunnenarzt in Rehburg wurde er 1770 ernannt, als Nachfolger des Doktor J. A. F. Oldenburg; ihm sei, wie er im März 1769 schrieb, „von Königlicher und Churfürstlicher Cammer zu Hannover die Aufsicht über den Brunnen, und die Besorgung derer selbigen besuchenden Kranken gnädigst aufgetragen worden“.

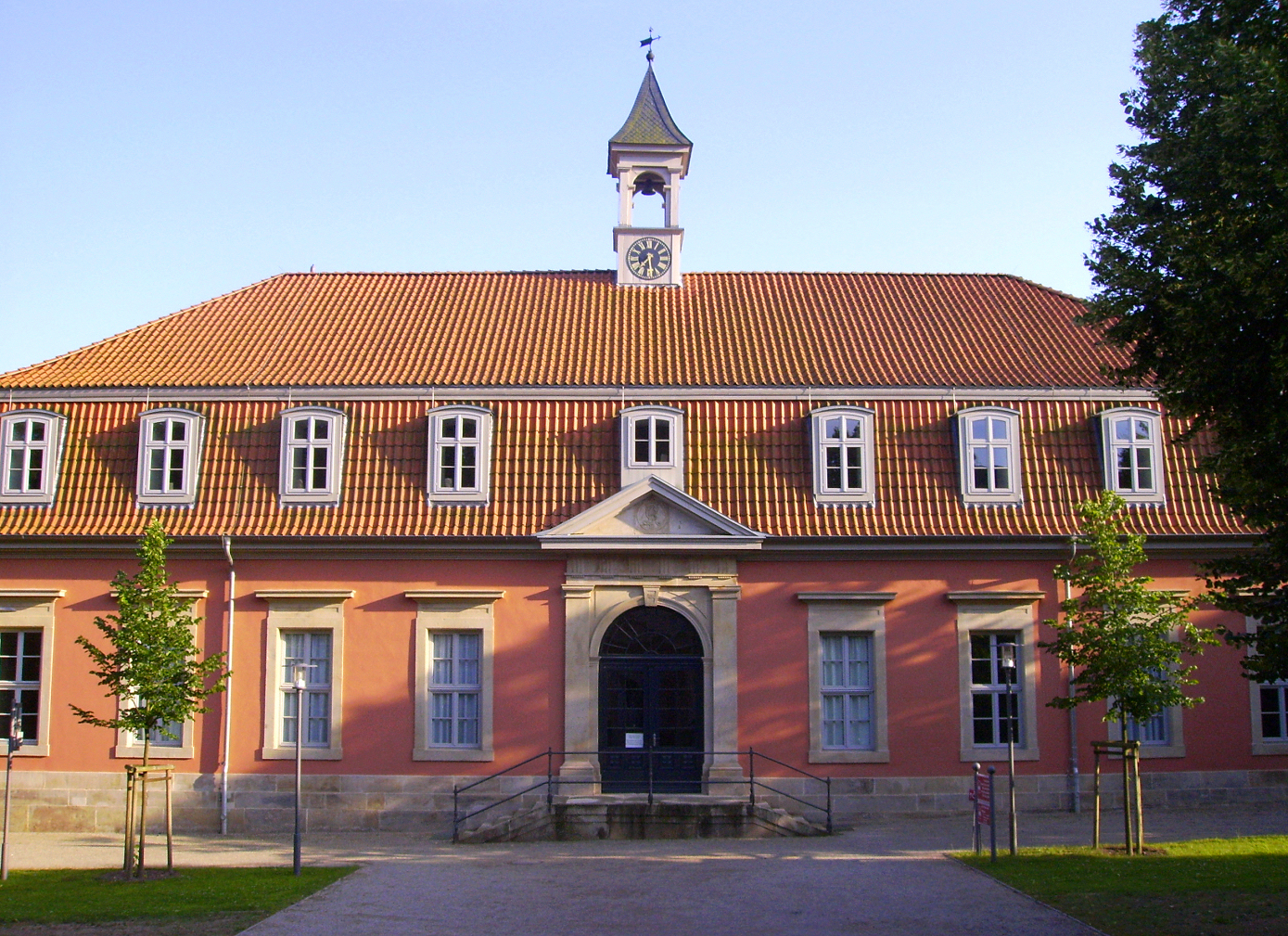
Unter Webers Ägide neu errichtet: Das Rehburger Badehaus (1778–1786)

Unter seiner Leitung wurde in Bad Rehburg in ein geräumiges neues Badehaus investiert und ein Dampfbad im Anschluss an die Lehren Marcards eingerichtet. Der Arzt Johann Carl Heinrich Ackermann schrieb einige Jahre nach Webers Tod, dieser habe „so viel zur Aufnahme des Rehburger Gesundbrunnens gethan“; auch laut dem Lokalhistoriker Engelbert Saegelken war Weber „unermüdlich darauf bedacht“, das Bad „zur vollen Anerkennung zu bringen“. Ackermann hob Webers Einsatz für Arme hervor, indem er eine Armenbüchse eingeführt und „oft bei sich geführt“ habe, „um diejenigen, die seiner Vorschrift zuwider etwa zu heftig oder zu lange getanzt, zu lange am Spieltische gesessen, oder zu spät in der Abendluft umhergegangen waren, auf der Stelle eine Geldbuße zum Besten der Armen erlegen zu lassen.“
Von dauernder Bedeutung ist Webers Beschreibung des Rehburger Bades, die er in fünf Sendschreiben zwischen 1769 und 1781 veröffentlichte und die „zusammen die erste umfassende Darstellung liefern“. Darin schrieb er anekdotische Heilungsgeschichten für die Brunnengäste nieder, die „an merkwürdigen Beyspielen von Genesungen ein Vergnügen finden“, bezog sich aber zugleich mit medizinischen Vorschlägen auf Ansichten aus der Fachwelt. Eine zeitgenössische Rezension hebt hervor, dass Weber „die so seltene Gabe eines Arztes, nemlich Beobachtungsgeist in reicher Maße“ besitze.
Weber berichtete in einem seiner Briefe von der „langwierige[n] Krankheit“ und dem Tod seiner „liebenswürdigen Ehegattin“ in den späten 1760er Jahren. Er starb am 26. Juli 1787 „beim Brunnen“. Seine umfangreiche Gelehrtenbibliothek wurde daraufhin im März 1788 in Hannover versteigert. Sein Nachfolger als Rehburger Brunnenarzt wurde 1788 David Rudolph Biedermann.

## Werke
- Ob die mineralien der Gesundwasser an den vielen schleunigen Todesfällen schuld sind? In: Hannoverische Anzeigen von allerhand Sachen (1764), 54. Stück, Sp. 857–862. Ebda.: Vom Probiren verfälschter Weine. 71. Stück, Sp. 1129–1134. Ebda.: Vom viertägigen Wechselfieber. 81. Stück, Sp. 1279–1292; 82. Stück, Sp. 1295–1302 (Digitalisat von Google Bücher).
- Die Wirkung des künstlichen Magnets in einen seltenen Augenfehler an die Königliche Societät der Wissenschaften nach Göttingen gesendet und ietzt durch einige andere Geschichte von Augenbeschwerden bestärket. Wecke, Hannover 1767 (Digitalisat der Bayerischen Staatsbibliothek). Siehe auch eine zeitgenössische Rezension. In: Allgemeine deutsche Bibliothek 12 (1770), 1. Stück, S. 273 f.
- Schreiben des Herrn Hof-Medicus D. Christoph Weber zu Walsrode an einen seiner Freunde von der Lage, der Geschichte, dem Gehalt, dem Gebrauche und den Würkungen des Rehburger Gesund-Brunnens und Bades, auf dessen Erlaubniß zum Druck befördert. Wecke, Hannover 1769 (Digitalisat der UB Kiel, 2012; weiteres Digitalisat von Google Bücher). Es handelt sich um das erste der fünf Schreiben, die alle im folgenden Werk versammelt sind:
- Nachrichten von der Lage, der Geschichte, dem Gehalte, dem Gebrauche und den Würkungen des Rehburger Gesund-Brunnens und Bades. Schmidt, Hannover 1773 (Digitalisat der SUB Göttingen, 2012). Siehe auch eine zeitgenössische Rezension. In: Der Teutsche Merkur 1774, Bd. 5, 1. Stück, S. 343 f.; eine weitere urteilt: „unsere Leser treffen hier kurzgefaßte, aber gut beschriebene Krankengeschichte reichlich an.“ Rezension. In: Auserlesene Bibliothek der neuesten deutschen Litteratur. Bd. 6, Meyer, Lemgo 1774, S. 584 f.